# Basketball-Bundesliga 2021-2022
La Basketball Bundesliga 2021–2022, chiamata per ragioni di sponsorizzazione easyCredit Basketball Bundesliga, è la 56ª edizione del massimo campionato tedesco.

## Regolamento

### Promozioni e retrocessioni
Solo una squadra è stata promossa dalla ProA 2020-2021, l'Universitäts-Sport-Club Heidelberg, così i Gießen 46ers sono stati ripescati grazie ad una wild-card.

## Squadre
| Club               | Stagione | Città             | Stadio                        | Stagione precedente     |
| ------------------ | -------- | ----------------- | ----------------------------- | ----------------------- |
| Bamberger          | ...      | Bamberga          | Brose Arena (6.200)           | 8º posto in Bundesliga  |
| Bayreuth           | ...      | Bayreuth          | Oberfrankenhalle (4.000)      | 10º posto in Bundesliga |
| Alba Berlino       | dettagli | Berlino           | Mercedes-Benz Arena (14.500)  | 1º posto in Bundesliga  |
| Telekom Bonn       | ...      | Bonn              | Telekom Dome (6.000)          | 13º posto in Bundesliga |
| Braunschweig       | ...      | Braunschweig      | Volkswagen Halle (6.600)      | 9º posto in Bundesliga  |
| Niners Chemnitz    | ...      | Chemnitz          | Arena Chemnitz (5.200)        | 14º posto in Bundesliga |
| Crailsheim Merlins | ...      | Crailsheim        | Arena Hohenlohe (3.000)       | 6º posto in Bundesliga  |
| Skyl. Francoforte  | ...      | Francoforte       | Fraport Arena (5.000)         | 11º posto in Bundesliga |
| Gießen 46ers       | ...      | Gießen            | Sporthalle Gießen-Ost (4.003) | 17º posto in Bundesliga |
| BG 74 Gottinga     | ...      | Gottinga          | Sparkassen Arena (3.447)      | 12º posto in Bundesliga |
| Amburgo Towers     | ...      | Amburgo           | Inselparkhalle (3.400)        | 7º posto in Bundesliga  |
| Heidelberg         | ...      | Heidelberg        | SNP Dome (5.000)              | 1º posto in ProA        |
| R. Ludwigsburg     | dettagli | Ludwigsburg       | MHP-Arena (5.300)             | 3º posto in Bundesliga  |
| Mitteldeutscher BC | ...      | Weißenfels        | Stadthalle Weißenfels (3.000) | 15º posto in Bundesliga |
| Bayern Monaco      | dettagli | Monaco di Baviera | Audi Dome (6.700)             | 2º posto in Bundesliga  |
| EWE Oldenburg      | ...      | Oldenburg         | Große EWE Arena (6.069)       | 5º posto in Bundesliga  |
| Ulma               | ...      | Ulma              | Arena Ulm (6.000)             | 4º posto in Bundesliga  |
| s.Oliver Wurzburg  | ...      | Würzburg          | s.Oliver Arena (3.140)        | 16º posto in Bundesliga |

## Stagione regolare

### Classifica
|  | Pos. | Squadra                     | PT | G  | V  | P  | PF   | PS   | Dif  | SD  |
|  | ---- | --------------------------- | -- | -- | -- | -- | ---- | ---- | ---- | --- |
|  | 1.   | Alba Berlin                 | 60 | 33 | 27 | 6  | 2872 | 2406 | +466 |     |
|  | 2.   | Telekom Baskets Bonn        | 60 | 34 | 26 | 8  | 2989 | 2752 | +237 |     |
|  | 3.   | Bayern Munich               | 59 | 34 | 25 | 9  | 2771 | 2515 | +256 |     |
|  | 4.   | MHP Riesen Ludwigsburg      | 57 | 34 | 23 | 11 | 2750 | 2608 | +142 |     |
|  | 5.   | ratiopharm Ulm              | 56 | 34 | 22 | 12 | 2811 | 2709 | +102 | 2-0 |
|  | 6.   | Niners Chemnitz             | 56 | 34 | 22 | 12 | 2757 | 2658 | +99  | 0-2 |
|  | 7.   | Hamburg Towers              | 53 | 34 | 19 | 15 | 2897 | 2747 | +150 |     |
|  | 8.   | Brose Bamberg               | 52 | 34 | 18 | 16 | 2858 | 2927 | -69  |     |
|  | 9.   | AKRO Crailsheim Merlins     | 51 | 34 | 17 | 17 | 2875 | 2916 | -41  |     |
|  | 10.  | BG Göttingen                | 50 | 34 | 16 | 18 | 2732 | 2803 | -71  |     |
|  | 11.  | EWE Baskets Oldenburg       | 48 | 34 | 14 | 20 | 2937 | 2948 | -11  | +24 |
|  | 12.  | S.Oliver Würzburg           | 48 | 34 | 14 | 20 | 2810 | 2948 | -138 | -24 |
|  | 13.  | Löwen Braunschweig          | 45 | 33 | 12 | 21 | 2743 | 2787 | -44  |     |
|  | 14.  | Medi Bayreuth               | 45 | 34 | 11 | 23 | 2688 | 2908 | -220 | 3-1 |
|  | 15.  | MLP Academics Heidelberg    | 45 | 34 | 11 | 23 | 2664 | 2860 | -196 | 2-2 |
|  | 16.  | Syntainics Mitteldeutscher  | 45 | 34 | 11 | 23 | 2840 | 3058 | -218 | 1-3 |
|  | 17.  | Fraport Skyliners Frankfurt | 43 | 34 | 9  | 25 | 2503 | 2707 | -204 |     |
|  | 18.  | JobStairs Gießen 46ers      | 42 | 34 | 8  | 26 | 2705 | 2945 | -240 |     |

      Campione di Germania.
      Ammesse ai playoff scudetto.
      Retrocessa in ProA
 Ripescata
 Vincitrice del campionato
 Vincitrice della Coppa di Germania 2021-2022
In caso di parità tra due squadre si considera la differenza canestri degli scontri diretti, in caso di scarto nullo si considera il coefficiente canestri (PF/PS). In caso di parità fra tre o più squadre si procede al calcolo della classifica avulsa, prendendo in considerazione come primo elemento il totale degli scontri diretti tra le squadre interne alla classifica avulsa, in caso di parità interna tra due squadre si prosegue con le regole per la parità tra due squadre.

## Playoff
Tutti i turni dei Playoff saranno al meglio delle cinque gare, la squadra posizionata meglio in classifica giocherà: Gara1, Gara3 ed un eventuale Gara5 in casa.
|  | Quarti di finale | Quarti di finale | Quarti di finale | Quarti di finale | Quarti di finale | Quarti di finale | Quarti di finale |  |  | Semifinali     | Semifinali     | Semifinali     | Semifinali     | Semifinali    | Semifinali | Semifinali |    |    | Finale       | Finale       | Finale       | Finale | Finale | Finale | Finale |  |
|  |                  |                  |                  |                  |                  |                  |                  |  |  |                |                |                |                |               |            |            |    |    |              |              |              |        |        |        |        |  |
|  | 1                | Alba Berlino     | Alba Berlino     | Alba Berlino     | 114              | 97               | 103              |  |  |                |                |                |                |               |            |            |    |    |              |              |              |        |        |        |        |  |
|  | 8                | Bamberger        | Bamberger        | Bamberger        | 89               | 85               | 70               |  |  | Alba Berlino   | Alba Berlino   | Alba Berlino   | Alba Berlino   | 89            | 100        | 73         |    |    |              |              |              |        |        |        |        |  |
|  | 4                | R. Ludwigsburg   | R. Ludwigsburg   | R. Ludwigsburg   | 104              | 81               | 97               |  |  | R. Ludwigsburg | R. Ludwigsburg | R. Ludwigsburg | R. Ludwigsburg | 84            | 76         | 67         |    |    |              |              |              |        |        |        |        |  |
|  | 5                | Ulma             | Ulma             | Ulma             | 99               | 77               | 79               |  |  |                |                |                |                |               |            |            |    |    | Alba Berlino | Alba Berlino | Alba Berlino | 86     | 71     | 60     | 96     |  |
|  | 2                | Telekom Bonn     | Telekom Bonn     | Telekom Bonn     | 100              | 89               | 95               |  |  |                |                | Bayern Monaco  | Bayern Monaco  | Bayern Monaco | 73         | 58         | 90 | 81 |              |              |              |        |        |        |        |  |
|  | 7                | Amburgo Towers   | Amburgo Towers   | Amburgo Towers   | 98               | 81               | 88               |  |  | Telekom Bonn   | Telekom Bonn   | 68             | 81             | 86            | 83         | 74         |    |    |              |              |              |        |        |        |        |  |
|  | 3                | Bayern Monaco    | Bayern Monaco    | Bayern Monaco    | 77               | 93               | 87               |  |  | Bayern Monaco  | Bayern Monaco  | 80             | 82             | 84            | 80         | 87         |    |    |              |              |              |        |        |        |        |  |
|  | 6                | Niners Chemnitz  | Niners Chemnitz  | Niners Chemnitz  | 53               | 76               | 80               |  |  |                |                |                |                |               |            |            |    |    |              |              |              |        |        |        |        |  |

## Squadre tedesche nelle competizioni europee
| Squadra               | Competizione     | Andamento                 |
| --------------------- | ---------------- | ------------------------- |
| Bayern Munich         | Euroleague       | Quarti di finale          |
| Alba Berlin           | Euroleague       | Regular season            |
| ratiopharm Ulm        | Eurocup          | Quarti di finale          |
| Hamburg Towers        | Eurocup          | Ottavi di finale          |
| Brose Bamberg         | Champions League | Secondo turno preliminare |
| EWE Baskets Oldenburg | Champions League | Regular season            |
| Riesen Ludwigsburg    | Champions League | 3°                        |
| Crailsheim Merlins    | FIBA Europe Cup  | Quarti di finale          |

### Premi e riconoscimenti
- MVP regular season:  Parker Jackson-Cartwright, Telekom Bonn
- MVP finals:  Johannes Thiemann Alba Berlino
- Allenatore dell'anno:  Tuomas Iisalo, Telekom Bonn
- Attaccante dell'anno:  T.J. Shorts, Crailsheim Merlins
- Difensore dell'anno:  Justin Simon, R. Ludwigsburg
- Premio Pascal Roller:  Rickey Paulding, EWE Oldenburg
- Rookie dell'anno:  Justus Hollatz, Amburgo Towers